# 43. Tony-gála
A 43. Tony-gála az 1988/1989-es szezon legjobb Broadway színházi alakításait értékelte. A díjátadót 1989. június 4-én tartották a New York-i Lunt-Fontanne Theatreben, a műsor házigazdája Angela Lansbury volt. A gálát az CBS televízióadó közvetítette élőben.

## Győztesek és jelöltek
A nyertesek félkövérrel jelölve.
| Legjobb színdarab | Legjobb musical |
| --- | --- |
| - The Heidi Chronicles – Wendy Wasserstein - Largely New York – Bill Irwin - Botrány az operában – Ken Ludwig - Shirley Valentine – Willy Russell                                                                              | - Jerome Robbins' Broadway - Black and Blue - Starmites |
| Legjobb színdarab újra a színpadon | Legjobb koreográfia |
| - A mi kis városunk - Ó, ifjúság! - Ne rosszalkodj! - Cafe Crown | - Cholly Atkins, Henry LeTang, Frankie Manning, Fayard Nicholas – Black and Blue - Michele Assaf – Starmites - Bill Irwin, Kimi Okada – Largely New York - Alan Johnson – Legs Diamond                                        |
| Legjobb férfi főszereplő színdarabban | Legjobb női főszereplő színdarabban |
| - Philip Bosco – Botrány az operában (Saunders) - Mikhail Baryshnikov – Az átváltozás (Gregor Samsa) - Victor Garber – Botrány az operában (Max) - Bill Irwin – Largely New York (The Post-Modern Hoofer)                      | - Pauline Collins – Shirley Valentine (Shirley Valentine) - Joan Allen – The Heidi Chronicles (Heidi Holland) - Madeline Kahn – Tegnap született (Billie Dawn) - Kate Nelligan – Spoils of War (Elise)                        |
| Legjobb férfi főszereplő musicalben | Legjobb női főszereplő musicalben |
| - Jason Alexander – Jerome Robbins' Broadway (További szereplők) - Gabriel Barre – Starmites (Trinkulus/Shak Graa) - Brian Lane Green – Starmites (Spacepunk) - Robert La Fosse – Jerome Robbins' Broadway (További szereplők) | - Ruth Brown – Black and Blue (Énekes) - Charlotte d'Amboise – Jerome Robbins' Broadway (További szereplők) - Linda Hopkins – Black and Blue (Énekes) - Sharon McNight – Starmites (Édesanya/Díva)                            |
| Legjobb férfi mellékszereplő színdarabban | Legjobb női mellékszereplő színdarabban |
| - Boyd Gaines – The Heidi Chronicles (Peter Patrone) - Peter Frechette – Eastern Standard (Drew) - Eric Stoltz – A mi kis városunk (George Gibbs) - Gordon Joseph Weiss – Ghetto (The Dummy)                                   | - Christine Baranski – Pletyka (Chris Gorman) - Joanne Camp – The Heidi Chronicles (További szereplők) - Tovah Feldshuh – Botrány az operában (Maria) - Penelope Ann Miller – A mi kis városunk (Emily Webb)                  |
| Legjobb férfi mellékszereplő musicalben | Legjobb női mellékszereplő musicalben |
| - Scott Wise – Jerome Robbins' Broadway (További szereplők) - Bunny Briggs – Black and Blue (Hoofer) - Savion Glover – Black and Blue (Fiatalann generáció) - Scott Wentworth – Welcome to the Club (Aaron Bates)              | - Debbie Shapiro – Jerome Robbins' Broadway (További szereplők) - Jane Lanier – Jerome Robbins' Broadway (Socialite/Második táncos) - Faith Prince – Jerome Robbins' Broadway (Ma/Tessie) - Julie Wilson – Legs Diamond (Flo) |
| Legjobb színdarabrendező | Legjobb musicalrendező |
| - Jerry Zaks – Botrány az operában - Bill Irwin – Largely New York - Gregory Mosher – A mi kis városunk - Daniel Sullivan – The Heidi Chronicles                                                                               | - Jerome Robbins – Jerome Robbins' Broadway - Larry Carpenter – Starmites - Peter Mark Schifter – Welcome to the Club - Claudio Segovia, Hector Orezzoli – Black and Blue                                                     |
| Legjobb díszlettervezés | Legjobb jelmeztervezés |
| - Santo Loquasto – Cafe Crown - Thomas Lynch – The Heidi Chronicles - Claudio Segovia, Héctor Orezzoli – Black and Blue - Tony Walton – Botrány az operában                                                                    | - Claudio Segovia, Hector Orezzoli – Black and Blue - Jane Greenwood – A mi kis városunk - Willa Kim – Legs Diamond - William Ivey Long – Botrány az operában                                                                 |
| Legjobb látványtervezés | |
| - Jennifer Tipton – Jerome Robbins' Broadway - Neil Peter Jampolis, Jane Reisman – Black and Blue - Brian Nason – Az átváltozás - Nancy Schertler – Largely New York                                                           | |

### Különdíjak
- A legjobb körzeti színház: Hartford Stage Company, Hartford, Connecticut

## Előadott számok és jelenetek
- Black and Blue ("Tain't Nobody's Bizness If I Do"/"That Rhythm Man")
- Jerome Robbins' Broadway ("Dance at the Gym")
- Starmites ("Starmites"/"Hard to Be Diva")
- The Heidi Chronicles (Joan Allen, Peter Friedman)
- Largely New York (Bill Irwin)
- Botrány az operában (Philip Bosco, Victor Garber)
- Shirley Valentine (Pauline Collins)
- Gypsy ("The Eleven O'Clock Number"/"Everything's Coming up Roses" - Angela Lansbury)
- Egy kis éji zene ("Send in the Clowns")
- Macskák ("Memory" - Betty Buckley)
- Company ("Being Alive" - Larry Kert)

## Műsorvezetők
A gálán az alábbi műsorvezetők működtek közre:
- Barry Bostwick
- Betty Buckley
- Zoe Caldwell
- Nell Carter
- Carol Channing
- Colleen Dewhurst
- Jerry Herman
- James Earl Jones
- Larry Kert
- Swoosie Kurtz
- John Lithgow
- Steve Martin
- Richard Thomas
- Tommy Tune
- Leslie Uggams
- Gwen Verdon
- August Wilson
- BD Wong

## Fordítás
- Ez a szócikk részben vagy egészben  a(z)   43rd Tony Awards című angol Wikipédia-szócikk fordításán alapul.  Az eredeti cikk szerkesztőit annak laptörténete sorolja fel. Ez a jelzés csupán a megfogalmazás eredetét és a szerzői jogokat jelzi, nem szolgál a cikkben szereplő információk forrásmegjelöléseként.